# 34844 Malavshah
34844 Malavshah este o planetă minoră (asteroid), cu un diametru de 2,263 km, din centura de asteroizi. A fost descoperită pe 27 septembrie 2001 la Experimental Test Site⁠(d) de Lincoln Near-Earth Asteroid Research. 
Obiectul prezintă o orbită caracterizată de o semiaxă mare de 2,3572853 UAi, o excentricitate de 0,19, o înclinație de 2,77664 ° în raport cu ecliptica.